# Colusa megye
Colusa megye az Amerikai Egyesült Államokban, azon belül Kalifornia államban található. Lakosainak száma 21 839 fő (2020. április 1.). Colusa megye Glenn, Yolo, Butte, Sutter és Lake megyékkel határos.

## Népesség
A megye népességének változása:
| Lakosok száma | 21 459 | 21 407 | 21 355 | 21 358 | 21 482 | 21 547 | 21 839 |
|               | 2010   | 2011   | 2012   | 2013   | 2015   | 2019   | 2020   |